# Charches
Charches es una localidad y pedanía española perteneciente al municipio del Valle del Zalabí, en la provincia de Granada, comunidad autónoma de Andalucía. Está situada en la parte oriental de la comarca de Guadix. Cerca de esta localidad se encuentran los núcleos de El Pocico y la Rambla del Agua.
Se trata del núcleo de población de mayor tamaño dentro del parque natural de la Sierra de Baza. Con sus 1426 m de altitud, es el tercer pueblo más alto de la provincia de Granada, sólo superado en 50 m por Trevélez y en 10 m por Capileira, ambos en la Alpujarra Granadina.

## Historia
Sus orígenes aún son algo inciertos, aunque se cree que su fundación fue en torno al siglo XVI como asentamiento anejo a La Calahorra.
Debido a su altura, las condiciones de vida son duras. No obstante, en la actualidad la situación ha mejorado notablemente, con un gran avance en torno a las granjas ganaderas.
Charches fue un municipio independiente hasta 1973, cuando se fusionó junto con Alcudia de Guadix y Exfiliana en un solo municipio, el Valle del Zalabí, recayendo la capitalidad municipal en el núcleo alcudianero.

## Demografía
Según el Instituto Nacional de Estadística de España, en el año 2024 Charches contaba con 389 habitantes censados, lo que representa el 18,33% de la población total del municipio.

### Evolución de la población
| Gráfica de evolución demográfica de Charches entre 2014 y 2024 |
|                                                                |
| Datos según el nomenclátor publicado por el INE                |

Evolución histórica
| Gráfica de evolución demográfica de Charches entre 1857 y 1970 |
| |
| Población de derecho según los censos de población del INE Población de hecho según los censos de población del INEEn 1857 aparece este municipio porque se segrega del municipio Fonelas En 1973 este municipio desaparece porque se agrupa en el municipio Valle de Zalabí |

## Comunicaciones

### Carreteras
Existen diversas carreteras locales que unen Charches con varias pedanías cercanas, si bien la única vía de comunicación de importancia que transcurre por la localidad es la GR-6013, tal y como se observa en la siguiente tabla.
| Identificador | Denominación       | Itinerario                              |
| ------------- | ------------------ | --------------------------------------- |
| GR-6103       | De A-92 a Charches | A-92 (cerca de La Calahorra) - Charches |

## Cultura

### Patrimonio
Destaca su iglesia parroquial dedicada a su patrón, San Marcos. También cabe destacar la fuente de los Siete Caños, restaurada en 2004; y las populares eras de trilla.
En general, las calles del pueblo son bastante angostas, con una arquitectura particularmente serrana.
Por otra parte se puede encontrar repartidas sus singulares casillas de piedra, que se trata de construcciones de piedra con forma de iglú que hacían una importante función de refugio y que proporcionan una pieza más para el entorno y paisaje del pueblo.

### Fiestas
Entre sus festividades destaca el 25 de abril, día de San Marcos. Las fiestas de la Virgen del Rosario se celebran durante el primer fin de semana de agosto.

### Gastronomía
Entre su gastronomía, destaca su pan artesano y los típicos dulces en horno de leña. El plato típico tradicional son los andrajos. También se puede destacar el potaje dulce de otoño, un postre con castaña, membrillo, pera, boniato y canela como principales ingredientes.
El dulce típico por excelencia es el ayuyo, que podría definirse como una pizza dulce con base de aceite de oliva y azúcar.